# Охотничье (Запорожская область)
Охотничье (укр. Охотниче) — село,
Полтавский сельский совет,
Гуляйпольский район,
Запорожская область,
Украина.
Код КОАТУУ — 2321885503. Население по переписи 2001 года составляло 20 человек.

## Географическое положение
Село Охотничье находится на правом берегу реки Янчур,
выше по течению на расстоянии в 2,5 км и на противоположном берегу расположено село Полтавка.